# Melanichneumon neoleviculops
Melanichneumon neoleviculops är en stekelart som beskrevs av Heinrich 1971. Melanichneumon neoleviculops ingår i släktet Melanichneumon och familjen brokparasitsteklar. Inga underarter finns listade i Catalogue of Life.